# 貝靈漢姆 (諾森伯蘭郡)
贝灵厄姆（Bellingham，/ˈbɛlɪndʒəm/）是一個位於英國諾森伯蘭郡的村莊，在紐卡斯爾西北，北泰恩河流經。附近有Hareshaw Linn瀑布。
此地因是平寧步道的終點而知名，因此遊客較多。當地報名為“Hexham Courant”，有一個建於1893年的高爾夫球場。
遺產中心（Heritage Centre）是當地博物館， 保存了許多當地家族的族譜和老照片。
因為有獨特的桶形穹窿，當地建於13世紀，於17世紀重建的聖卡斯伯特教堂（St Cuthbert's Church）成爲了國家一級保護建築。 村子中還有一個足球隊。

## 外部連結
- Hexham Courant （页面存档备份，存于）.
- The Pennine Way Site
- GENUKI (Accessed: 1 November 2008)
- Northumberland Communities （页面存档备份，存于） (Accessed: 1 November 2008)